# Resident Evil (videójáték)
A Resident Evil, Japánban Biohazard (バイオハザード; Hepburn: Baiohazādo) egy túlélőhorror videójáték, amelyet a Capcom fejlesztett és adott ki eredetileg Sony PlayStationre, majd nem sokkal később Windowsra Sega Saturnra.
2002-ben kiadtak egy fejlettebb grafikát és új játékmenetbeli elemeket tartalmazó remake-et Nintendo GameCube-ra. 2006-ban pedig az eredeti PlayStation játék portját Nintendo DS-re Deadly Silence alcímmel. Ez a verzió tartalmazott egy teljesen módosítatlan játékmódot, amely mindenben megegyezik az eredeti játékkal és egy "Rebirth" módot, ahol az új feladványok és ellenségek mellett olyan játékmenetbeli újítások vannak, amelyeket a konzol érintőképernyőjének kihasználására terveztek.
Ez volt az első olyan játék, amely a "túlélőhorror" kategóriába sorolta magát. A név az Alone in the Darkból ered, ami az "ambient survival horror" címmel élt. A Game Informer amerikai játékmagazin minden idők legfontosabb videójátékának nevezte a címet Nagymértékben inspirálta a Sweet Home című korábbi Capcom játék. Mikami Sindzsit eredetileg azzal bízták meg, hogy egy olyan horrorjátékot készítsen, amely egy a Sweet Homehoz hasonlóan egy kísértetjárta kúriában játszódik.

## Játékmenet
A Resident Evil elindításakor 2 karakter között kell választani. Ezek Chris Redfield és Jill Valentine. A  szereplők fő történeti szála megegyezik, de a végigjátszás alatt bejárandó útvonal más. A játék rögzített külső kamera előtt játszódik. A hátterek előre renderelt állóképek, ezen kívül minden más 3D poligonos megjelenítést kapott.  Néhány helyszínen felbukkannak a játékoson és az ellenfeleken kívül más mozgó objektumok, például a tűz. Jellemző, hogy a felvehető, használható tárgyak enyhén elütnek a háttértől. Az irányítókart balra-jobbra forgatva a főszereplő az iránynak megfelelően fordul, a kart előre-hátra tolva indul el vagy hátrál.
A játék célja, hogy a begyűjtött dokumentumok segítségével átverekedje magát azokon a feladványokon, amiket a kastély tartogat. A kiemelten fontos tárgyak (például kulcsok) segítségével új helyekre nyer bejutást a játékos és így adódik lehetősége a történet tovább görgetésére. Az irányított karakter különböző fegyvereket vehet a kezébe, amik lőszerutánpótlása limitált. Mérlegelni kell a fegyverhasználati szituációkat, bizonyos esetekben érdemesebb az ellenfelek elől elfutni. Sérülés esetén az elsősegély spray nyújt segítséget, de a helyenként felvehető növények és azok kombinációja is javítja a karakter állapotát. A főszereplők limitált számú tárgyat vihetnek magukkal, Chris 6, Jill 8 hellyel rendelkezik. A felesleges tárgyakat a kastély több pontján elhelyezett ládákba helyezhetjük el. Amit beteszünk az egyik ládába, az a másikban is ott lesz. Menteni az írógépeknél lehet, de a játékosnak szüksége van ezen művelethez egy festékszalagra is, ami korlátozza a végtelen számú mentési lehetőséget.
A történet folyamán több, különböző típusú ellenféllel találkozhat a játékos. A leggyakrabban a húsevő zombik bukkannak fel, de mellettük fertőzött kutyákkal, hollókkal és óriás pókokkal is meg kell megküzdeni. Egyedi ellenfelek a vadászok, a kimérák és egy biológiai fegyver, a Tyrant.

## Alapok

### Előzmények
Egy sor különleges gyilkosság történt Racoon City mellett, ahol az áldozatokon a kannibalizmus jeleit lehet felfedezni. Az ügy kivizsgálására egy különleges osztagot rendelnek ki. Ők a S.T.A.R.S (különleges taktikai és mentő csapat, angolul Special Tactics and Rescue Squad) és két alakulattal rendelkeznek: Alpha és Bravo csapat. A Bravo csapatot küldik elsőként, de a kapcsolat megszakad velük, ezért a helyszínre siet az Alpha csapat is, hogy felderítsék a történteket.

### Szereplők
A játékos az Alpha csapatból választhat egy karaktert. Ez Chris Redfield vagy Jill Valentine lehet. Jill nagyobb tűzerővel rendelkezik és a zárnyitó készletével több titkos helyet tud felnyitni és azokból extra tárgyakat begyűjteni. Chris alacsonyabb tűzerővel bír, de jobban bírja a sebesüléseket. A játékban két támogató szereplő van, Barry Burton és Rebecca Chambers. Barry az Alpha csapat fegyver szakértője, aki Jillnek segít a fegyverkezésben. Rebecca a csapat orvos szakértője, Chris segítségére lesz a történet során. Albert Wesker a S.T.A.R.S kapitánya és az Alpha csapat vezére. Brad Vickers a csapat helikopter pilótája. További szereplők keveset fordulnak elő a történet során. Joseph Frost, az Alpha csapat hatodik tagja, aki a játék kezdő videójában meghal. Enrico Marini, a Bravo csapat vezetője, hozzá kapcsolódik a játék egyik nagy csavarja. Richard Aiken egy rádiót ad a játékosnak, amivel Brad rádió adását lehet majd befogni. Kenneth Sullivan a Bravo csapat tagja, ő az Alpha csapat érkezésekor meghal. Forest Speyer hulláját egy erkélyen lehet majd megtalálni rengeteg holló társaságában.

### Történet
|  | Alább a cselekmény részletei következnek! |

A játék 1998 július 24-én kezdődik. Az Alpha csapat megtalálja a Bravo csapat helikopterét, de túlélők nincsenek a gép körül. Egy pisztolyt markoló levágott kézfejet fedeznek fel és további nyomok után kutatnak, amikor egy csapat vérengző kutya támad a csapatra. Joseph Frost rögtön az állatok áldozatává válik, Brad Vickers pedig bepánikol és egyedül menekül. A csapat menekülésre kényszerül, kis futás után egy kastélyban találnak menedékre. Azt hiszik egyedül vannak. 
A kutyák dühösen kaparják az ajtót, de nem jutnak be. A négyre fogyatkozott csapat (Albert Wesker, Chris Redfield, Jill Valentine és Barry Burton) csapdába esik. Attól függően, hogy melyik karaktert választja a játékos, az egyik szereplő elhagyja a csapatot. (Chris esetén Barry, Jill esetén Chris). Egy pisztolylövés hangja csendül fel, majd a játékos irányította karakter elindul a felfedezésére. Ezen a ponton kapjuk meg az irányítást és indulhat el a kastély felfedezése. Az első felfedezésként a Bravo csapat egyik tagját, Kenneth J. Sullivant találjuk holtan, amint egy zombi éppen lakmározik belőle. A helységek további felfedezésével lassan megtaláljuk a többi Bravo csapat tagot is. Richard Aiken méregtől haldoklik és utolsó tette egy rádió adóvevő átadása az irányított főszereplőnek. Forest Speyer egy erkélyen lesz meg, ahol a hullából lakmározó hollók megtámadják a játékost. Enrico Marini elmondja nekünk, hogy a csapat egyik tagja áruló, majd egy nem látható valaki lelövi őt. A kúrián átvezető út rejtvényekkel, csapdákkal és borzalmakkal van kikövezve. Az elszórt dokumentumok és napló töredékek arra utalnak, hogy az Umbrella Corporation (egy medikai multi cég) egy titkos kutatócsoportja egy sor illegális kutatást végzett az épületben. A kutatás eredményei az épület környékén élő szörnyek, akik veszélyt jelentenek a kastélyban élő emberekre is a rendkívül fertőző T-vírusnak köszönhetően.
A kastélyt bejárva, több alagút, átjáró és épület után a játékos egy titkos földalatti kutatóbázist fedez fel, ahol az Umbrella Corporation kísérleteibe botlik, közte a Tyrantel. A laboratóriumban derül ki, hogy Wesker kettős ügynök és behálózta az Umbrella Corporation, majd megöli őt az egyik szörny. A másik játszható karaktert egy Wesker által bezárt cellában találjuk meg, aki segít az önmegsemmisítő rendszer aktiválásában. Chris, Jill és a segítő szereplő (Chris esetén Rebecca, Jill esetén Barry) a helikopter leszállóhoz tart, de szét kell válniuk a sok ellenfél miatt. A játékos folyamatosan tartja a kapcsolatot Braddel és a másik két menekülővel, de megtámadja őket a Tyrant, a T-vírussal alaposan fertőzött ember formájú szörny. Miután sikeresen legyőztük a Tyrantet, a menekülők elérik a helikoptert és a játék helyszíne megsemmisül.
|  | Itt a vége a cselekmény részletezésének! |

## Fejlesztés

### Régiós eltérések
Az eredeti PlayStation változathoz képest történt pár változtatás a játék angol nyelvterületen kiadott változataiban. Az észak-amerikai és európai változatokban az intro filmet erősen megvágták. Kikerült a csonkolt holttest, a zombikutya lelövése és Joseph halála sem látható. Kivágták még Chris Redfield cigaretta meggyújtását is. A japán kiadásban a játék végén Fucsigami Fumitaka énekel, ez minden más régióban kimaradt.
A játékból kihagyták az automata célzórendszert és csökkentették az írógépszalagok mennyiségét. A Capcom a 4 dimenziós ládákat is meg akarta szüntetni (az egyik ládába berakott tárgy nem vehető fel egy másikból), de végül elvetették az ötletet. A később megjelent GameCube újrakiadásban megtalálható egy rejtett nehézségi szint, a Real Survival (igazi túlélés), ahol a 4 dimenziós ládák között nincs kapcsolat.
A japán kiadás is angol nyelvű dialógusokat és japán feliratott kapott. Felvették a japán szinkront is, de végül nem használták. Mikami szerint a japán szinkron minősége gyenge lett.

## Fordítás
- Ez a szócikk részben vagy egészben  a   Resident Evil (video game) című angol Wikipédia-szócikk ezen változatának fordításán alapul.  Az eredeti cikk szerkesztőit annak laptörténete sorolja fel. Ez a jelzés csupán a megfogalmazás eredetét és a szerzői jogokat jelzi, nem szolgál a cikkben szereplő információk forrásmegjelöléseként.